# TV Vader
TV Vader (estilizado como EPOCH TV VADER, también conocido como Epoch TV-Vader) es una consola de videojuegos dedicada de primera generación que fue lanzada por Epoch Co. en 1980 solo en Japón por 15,000 o 16,500 yenes. Debido al chipset NEC D774C integrado, solo un clon de color del juego Space Invaders de 1978 es jugable con el sistema. Un año después, el juego fue portado para Cassette Vision bajo el nombre de Battle Vader.